# Liste der Monuments historiques in Kogenheim
Die Liste der Monuments historiques in Kogenheim führt die Monuments historiques in der französischen Gemeinde Kogenheim auf.

## Liste der Bauwerke
| Bezeichnung     | Beschreibung                                               | Standort               | Kennzeichnung | Schutzstatus | Datum | Bild           |
| --------------- | ---------------------------------------------------------- | ---------------------- | ------------- | ------------ | ----- | -------------- |
| Kirche St-Léger | gotischer Turm, Schiff 1746 neu gebaut und 1880 verlängert | Rue de l’Église (Lage) | PA00084761    | Inscrit      | 1934  | weitere Bilder |

## Liste der Objekte
| Bezeichnung       | Beschreibung | Standort                      | Kennzeichnung | Schutzstatus | Datum | Bild |
| ----------------- | --- | ----------------------------- | ------------- | ------------ | ----- | ---- |
| Hauptaltar        | Altartisch, Tabernakel, Retabel, zwei Skulpturen und zwei Gemälde; Holz, farbig gefasst und vergoldet, sowie Ölfarbe auf Leinwand; Holzarbeiten von 1761, ein Gemälde von Jean-Baptiste Breny (1761), das andere von Carola Sorg (19. Jahrhundert; demontiert) | in der Kirche St-Léger (Lage) | PM67000147    | Classé       | 1979  |      |
| Zwei Seitenaltäre | jeweils Altartisch, Retabel und Gemälde; Holz, farbig gefasst und vergoldet, sowie Ölfarbe auf Leinwand, 18. und 19. Jahrhundert | in der Kirche St-Léger (Lage) | PM67000148    | Classé       | 1979  |      |